# Friedrich August Theodor Winnecke
Friedrich August Theodor Winnecke (Groß-Heere, 5 febbraio 1835 – Bonn, 3 dicembre 1897) è stato un astronomo tedesco.
Nacque a Groß-Heere, una frazione di Heere, vicino ad Hannover. Lavorò presso l'Osservatorio di Pulkovo dal 1858 al 1865, dopodiché tornò in Germania ed insegnò astronomia a Strasburgo presso l'osservatorio omonimo dal 1872 al 1881.
Scoprì o co-scoprì un gran numero di comete: le comete periodiche 7P/Pons-Winnecke e 27P/Crommelin. Quest'ultima era stata inizialmente indicata "Pons-Coggia-Winnecke-Forbes" dai nomi dei suoi scopritori ma le fu successivamente assegnata la denominazione corrente dal nome di colui che ne calcolò l'orbita, Andrew Crommelin e le comete non periodiche C/1854 Y1 Winnecke-Dien, C/1867 S1 Baeker-Winnecke, C/1868 L1 Winnecke, C/1870 K1 Winnecke, C/1870 W1 Winnecke, C/1871 G1 Winnecke, C/1874 D1 Winnecke, C/1874 G1 Winnecke, C/1877 G1 Winnecke. Compilò un elenco di stelle doppie, il catalogo Winnecke delle stelle doppie,  e scoprì numerose nebulose.
Gli è stato dedicato un asteroide, 215423 Winnecke , a sua moglie Hedwig ne è stato dedicato un altro, 207 Hedda.